# Røyrvik
Røyrvik é uma comuna da Noruega, com 1 587 km² de área e 539 habitantes (censo de 2004).         